# Hănășești (gmina Gârda de Sus)
Hănășești – wieś w Rumunii, w okręgu Alba, w gminie Gârda de Sus. W 2011 roku liczyła 76 mieszkańców.